# Tekla Nordström

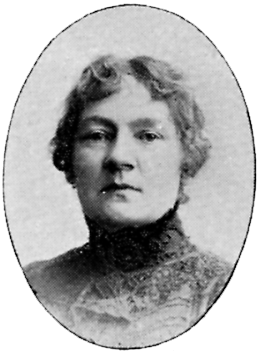
Porträt Tekla Nordströms

Tekla Wilhelmina Nordström (geborene Lindeström; * 11. Februar 1856 in Stockholm; † 27. Mai 1937 ebenda) war eine schwedische Xylografin.
Tekla Nordström war die Tochter von Maria Lovisa Wilhelmina Vinqvist und Nils Peter Lindeström (1811–1864), dieser besaß eine Chemiefabrik und war Abgeordneter des schwedischen Reichstags.
Im Alter von sechzehn lernte sie zunächst an der Tekniska skolan in Stockholm. Dort waren ihre Lehrer Johanna Carolina Weidenhayn und Hans Nerpin; Erstere in Xylografie, Letzterer in Zeichnen. Später nahm sie noch Xylografie-Unterricht im Atelier von Wilhelm Frederik Meyer sowie bei Jonas Engberg. 1879 ging sie dann wie viele schwedische Künstler der Ausbildung wegen nach Frankreich. Der Radierer Auguste Trichon wurde nun ihr Lehrer. Vier Jahre nach ihrer Ankunft in Frankreich lernte sie in der schwedischen Künstlerkolonie Grez-sur-Loing Karl Nordström kennen. Sie verlobten sich 1884 und heirateten im darauffolgenden Jahr. Im selben Jahr stellte sie im Pariser Salon aus und erhielt eine mention honorable. 1886 kehrten sie nach Schweden zurück, wo sie zunächst auf Karls Geburtsinsel Tjörn wohnten, später aber nach Stockholm umzogen. Die Sommer verbrachten sie jedoch nahezu immer auf Tjörn. Eine Zeit lang wohnten sie in Varberg, zogen 1895 aber wieder nach Stockholm. Anfang der 1920er-Jahre lebten sie für einige Monate in Frankreich.
Sie hatten einen Sohn, der 1918 starb, sowie eine Tochter namens Elsa (1889–1959), die ebenfalls Künstlerin wurde.

## Werk
Tekla Nordström fertigte Holzstiche nach Gedichten Anna Maria Lenngrens an. Andere Arbeiten entstanden nach Werken Eugène Janssons, des Prinzen Eugen, als auch nach Zeichnungen Carl Larssons und Arbeiten ihres Mannes. Ihr Werk findet sich zum Beispiel im schwedischen Nationalmuseum und im British Museum.
Zu ihren Schülerinnen gehörte Anna Sahlström (1876–1956).

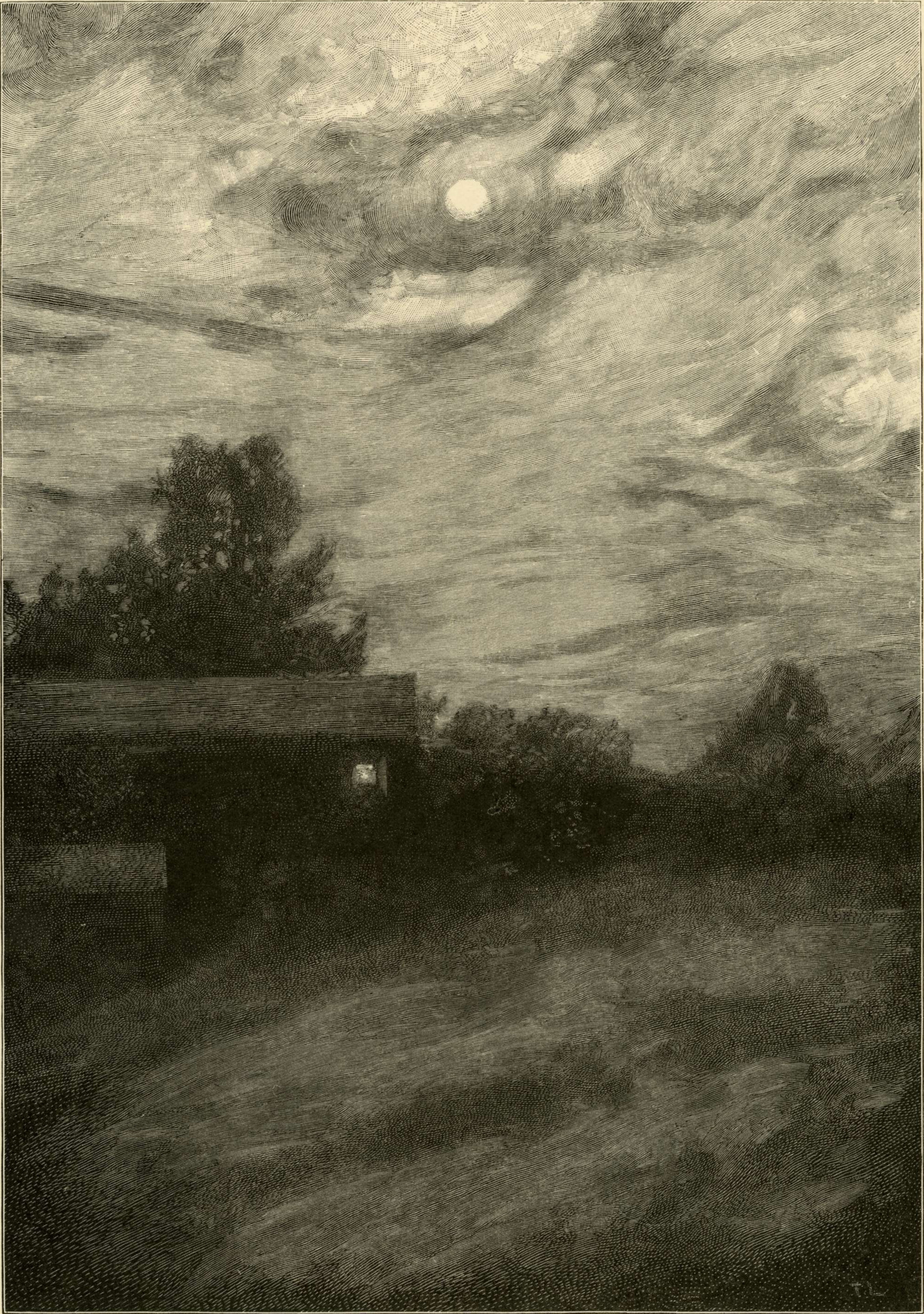
Tekla Nordström Månsken, Xylografie 1891, British Museum
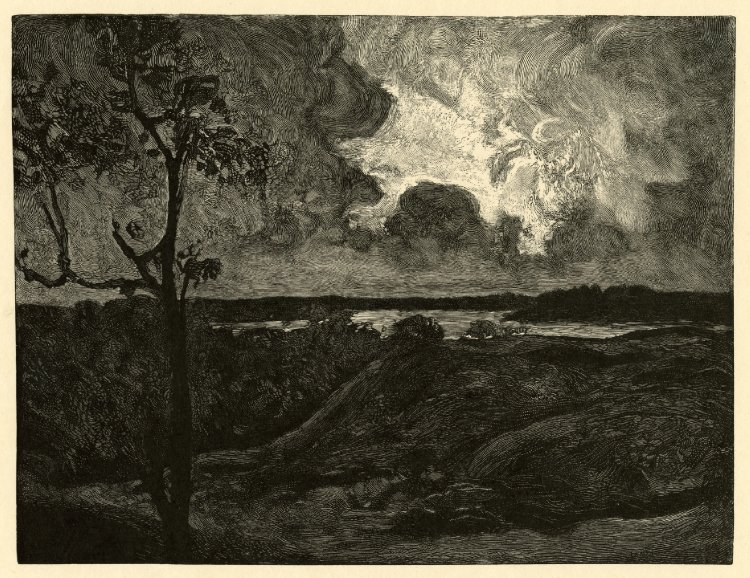
Tekla Nordström Höststamning öfver Brunnsviken, Xylografie 1904, British Museum
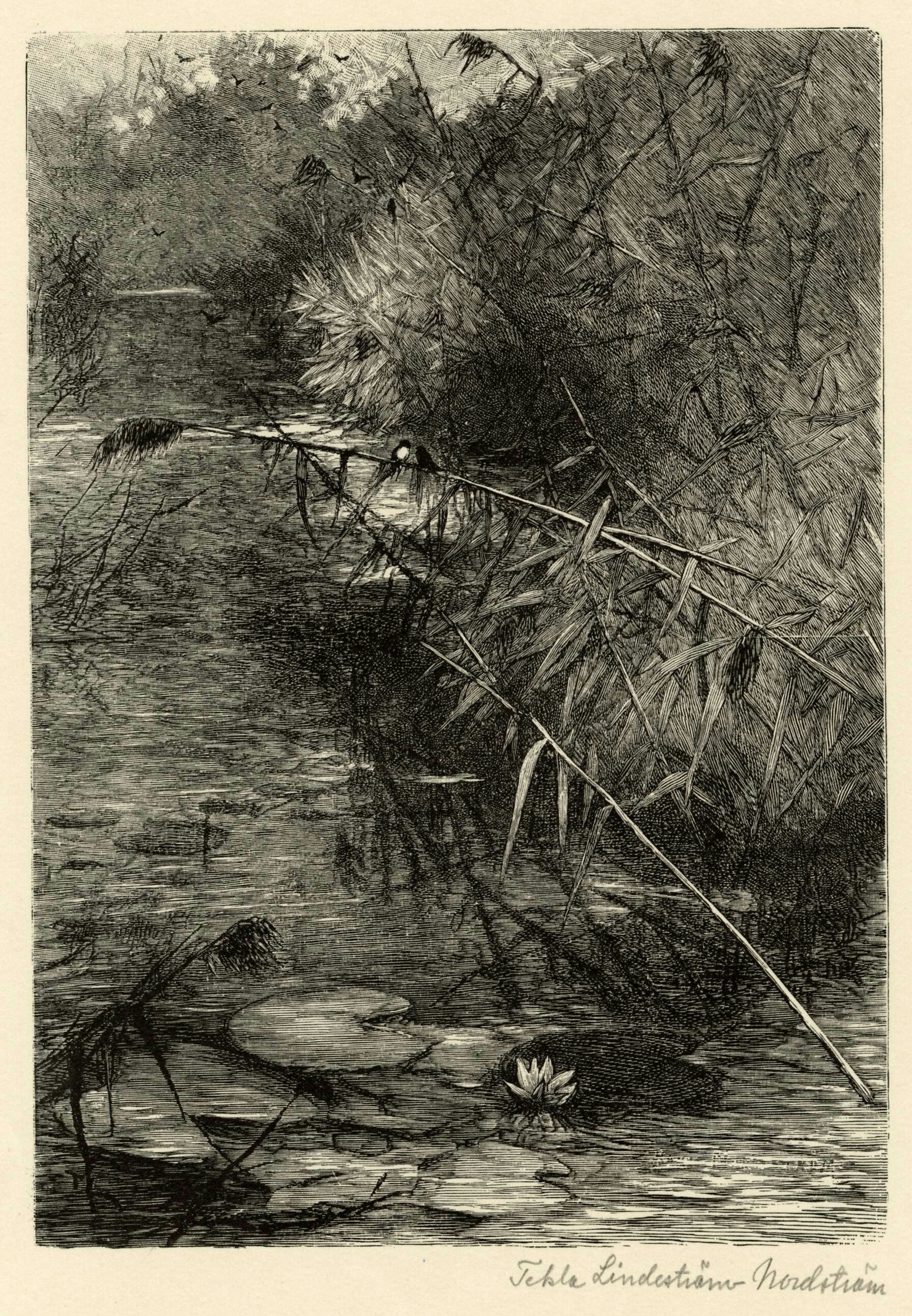
Tekla Nordström Motiv från Grez, Xylografie 1929, British Museum
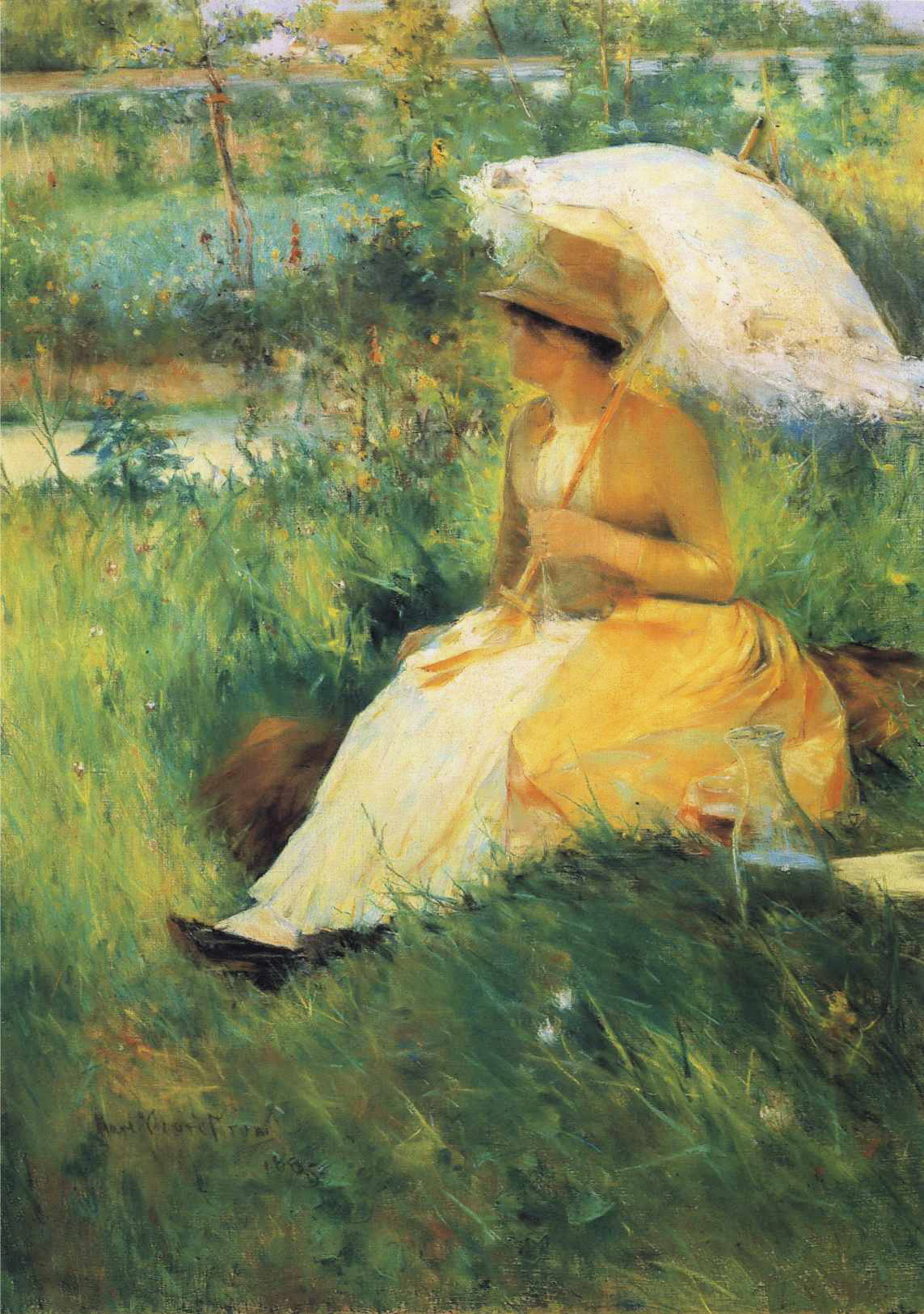
Porträt Tekla Nordströms von Karl Nordström, 1885, Göteborgs Konstmuseum